# Peter II. (Brasilien)

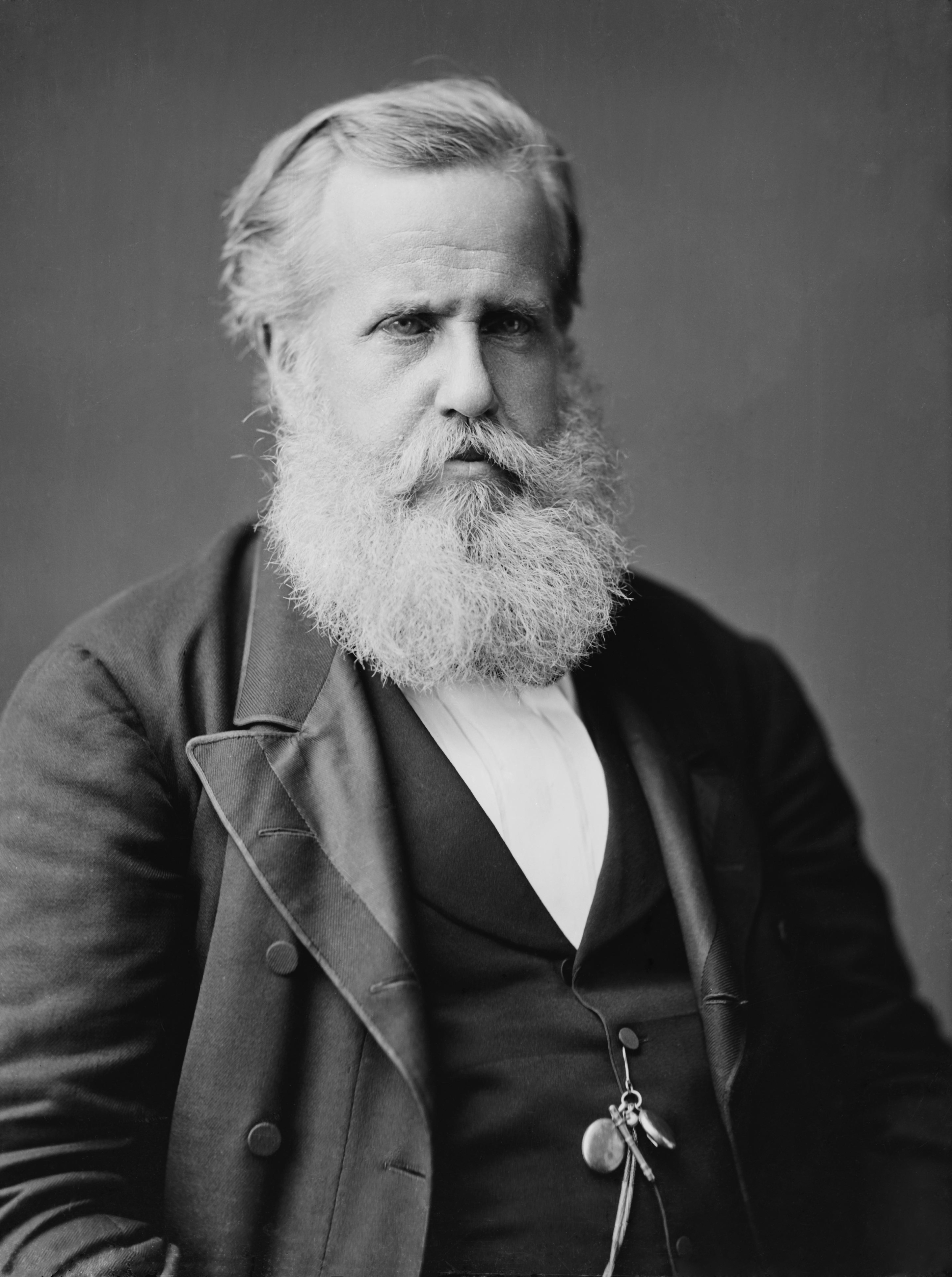
Kaiser Peter II. von Brasilien, 1876

Dom Pedro II. (portugiesisch Dom Pedro de Alcântara João Carlos Leopoldo Salvador Bibiano Francisco Xavier de Paula Leocádio Miguel Gabriel Rafael Gonzaga de Bragança e Habsburgo) ([dõ ˈpedɾu seˈɡũdu]; * 2. Dezember 1825 in Rio de Janeiro, Brasilien; † 5. Dezember 1891 in Paris, Frankreich) war von 1831 bis 1889 Kaiser von Brasilien aus dem Haus Braganza.

## Leben

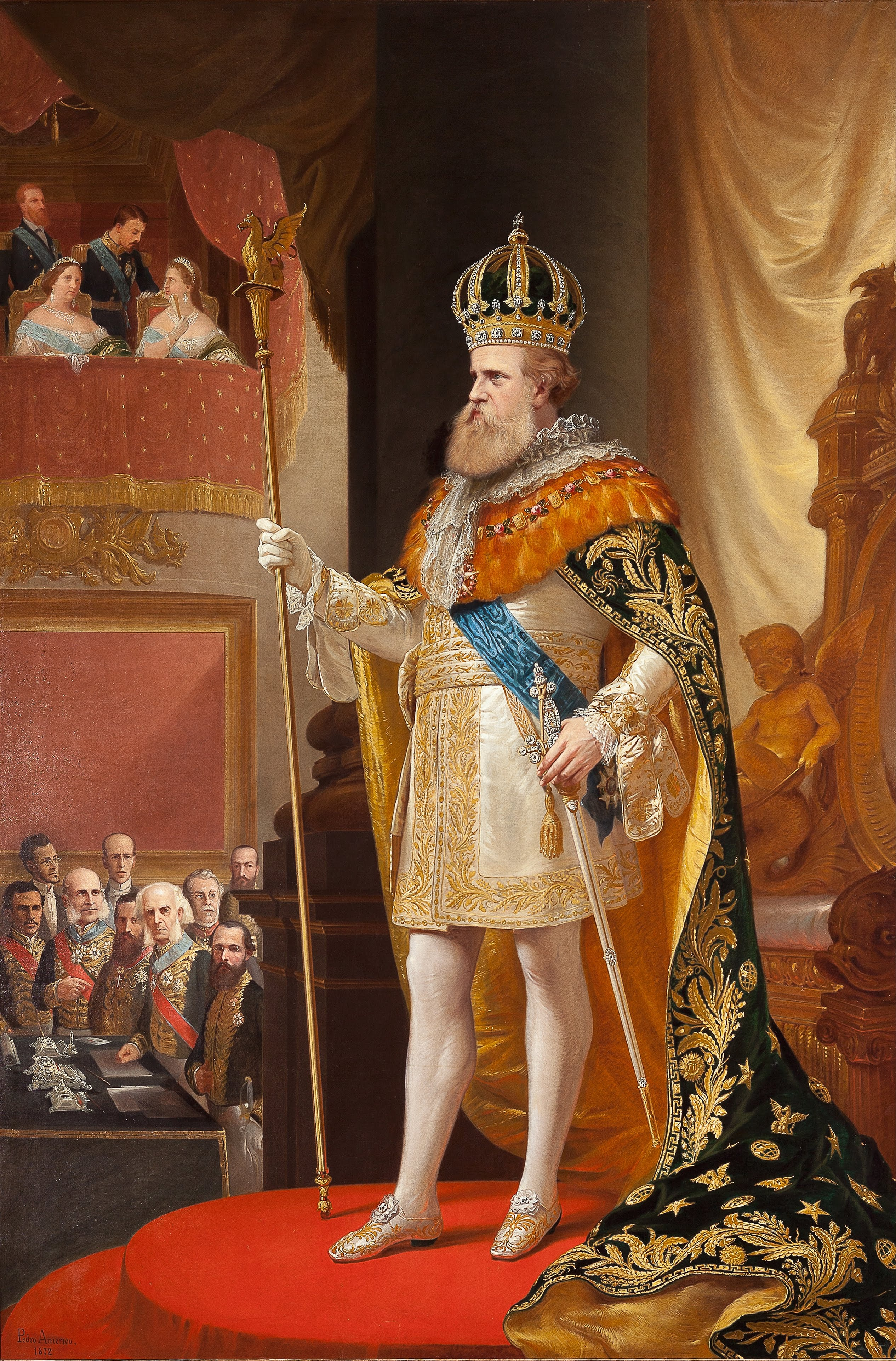
Der Kaiser Peter II. im Krönungsornat

Dom Pedro de Alcântara war als Siebtgeborener der einzige überlebende Sohn von Pedro I. (1798–1834), aus dessen erster Ehe mit Maria Leopoldine von Österreich (1797–1826), Tochter von Kaiser Franz I. Pedro war einer der letzten Nachfahren der Habsburger, bei dem die seit dem 15. Jahrhundert nachgewiesene Habsburger Unterlippe nochmals deutlich hervortrat. Seine ältere Schwester war Maria II (Maria Da Gloria) (1819–1853), die von 1826 bis 1828 und von 1834 bis 1853 Königin von Portugal war.
Nachdem sein Vater Pedro I. auf Druck des Parlaments am 7. April 1831 hatte abdanken und nach Portugal zurückkehren müssen, wurde Dom Pedro II. im Alter von fünf Jahren zum Nachfolger ausgerufen. Ein vom Parlament eingesetzter Rat von Regenten führte die Amtsgeschäfte, bis er am 23. Juli 1840 mit 14 Jahren vorzeitig für volljährig erklärt wurde. Im darauf folgenden Jahr wurde er zum Kaiser von Brasilien gekrönt.
Er erhielt eine sorgfältig geplante Ausbildung durch ausgewählte Lehrer. Spanisch, Englisch, Französisch, Deutsch, aber auch Griechisch und Latein standen auf seinem Stundenplan ebenso wie die Naturwissenschaften und Künste. Darüber hinaus soll er in seinem Leben mit Arabisch, Hebräisch, Sanskrit, Chinesisch, Italienisch, Okzitanisch und Tupi insgesamt vierzehn Sprachen in Wort und Schrift beherrscht haben.
Pedro II., den Victor Hugo einen Nachkommen Mark Aurels nannte, galt als einer der fähigsten Monarchen seiner Zeit. Während seiner Regierung, die über ein halbes Jahrhundert dauerte, wuchsen Bevölkerung und Wirtschaft in zuvor ungeahntem Ausmaß. Kaffee nahm den Rang eines Nationalprodukts an, ab 1870 gefolgt von Kautschuk. Europäische Einwanderer strömten ins Land. Da er früh die Bedeutung guter Verkehrswege und Kommunikationssysteme für die wirtschaftliche und kulturelle Entwicklung erkannte, ließ er ein Netz von Eisenbahnen, Telegraphen- und Telefonleitungen bauen. Er bescherte dem Land die ersten gepflasterten Straßen, Briefmarken und das Telefon.
Der Kaiser, mehrsprachig und belesen, war mehr Gelehrter als Politiker. Daher rührte auch sein Spitzname „Oberlehrer der Nation“. Er förderte den wissenschaftlichen Fortschritt und die Künste. Privat interessierte er sich besonders für die Astronomie. So ließ er unter dem Dach seiner Sommerresidenz in der von aus deutschsprachigen Ländern stammenden Einwanderern erbauten Stadt Petrópolis eine kleine Sternwarte einrichten, in der er manche Nacht damit zubrachte, neue Himmelskörper zu entdecken. In einem anderen Teil des Palastes ließ er eine Schule für Waisenkinder einrichten. 1876 besuchte er Heinrich Schliemann bei seinen Ausgrabungen in Mykene in Griechenland. Seine während seiner zahlreichen Reisen gesammelten Dokumente und Briefe sind heute von der UNESCO als Weltdokumentenerbe anerkannt.
Pedro II. war unter anderem einer der Mitbegründer des Instituts Louis Pasteur in Paris und unterstützte den Bau des Bayreuther Festspielhauses. Seine Regierungsjahre gelten als die stabilsten in der brasilianischen Geschichte – und dies, obwohl die kaiserliche Regierung mehrere Kriege führte: Sie unterstützte den erfolgreichen revolutionären Kampf gegen den Diktator Argentiniens, Juan Manuel de Rosas, und führte von 1865 bis 1870, verbündet mit Argentinien und Uruguay in der Tripel-Allianz, einen brutalen, aber siegreichen Krieg gegen Paraguay.

Das kaiserlich brasilianische Wappen

Mehrere Faktoren trugen zum Sturz der Monarchie bei: die wachsende republikanische Bewegung, die ein brasilianisches Kaiserreich zunehmend als anachronistisch und unamerikanisch empfand, der Konflikt mit Teilen des Klerus und schließlich die Sklavenbefreiung, die die Großgrundbesitzer von der Krone entfremdete. Die brasilianische Monarchie wurde durch einen Militärputsch unter Führung des Marschalls Manuel Deodoro da Fonseca gestürzt, am 15. November 1889 riefen die Generäle die Republik aus. Der Putsch stützte sich allerdings auf die gebildete Elite (geschätzte 8000 Menschen verfügten über eine höhere Schulbildung) und weitverbreitete Gefühle des Nationalismus und der Ablehnung der ehemaligen Kolonialmacht Portugal, als deren Repräsentant Peter II. noch immer angesehen wurde. In den rasch folgenden Wahlen wurde Marschall Fonseca als erster Präsident Brasiliens bestätigt.
Erst ein Jahrhundert später wurde dieser „Geburtsfehler“ der Republik in der neuen Verfassung vom 5. Oktober 1988 behoben, indem sie die Staatsform zum Gegenstand eines Referendums machte: Nur etwa 12 % der Wähler sprachen sich am 21. April 1993 für die Rückkehr zur Monarchie aus, die Mehrheit stimmte für die Republik.
Der Kaiser ging mit seiner Familie nach Frankreich ins Exil, wo er 1891 im Alter von 66 Jahren im Pariser Hôtel Bedford starb. Kurz vor seinem Tod hatte die Bayerische Akademie der Wissenschaften ihn in Anerkennung seiner Lebensleistung zu ihrem Ehrenmitglied ernannt. Bereits seit längerem war er Ehrenmitglied der Berliner Gesellschaft für Anthropologie, Ethnologie und Urgeschichte. 1876 wurde er Ehrenmitglied der Russischen Akademie der Wissenschaften in Sankt Petersburg sowie assoziiertes Mitglied der Académie royale des Sciences, des Lettres et des Beaux-Arts de Belgique und 1882 Ehrenmitglied der Preußischen Akademie der Wissenschaften.

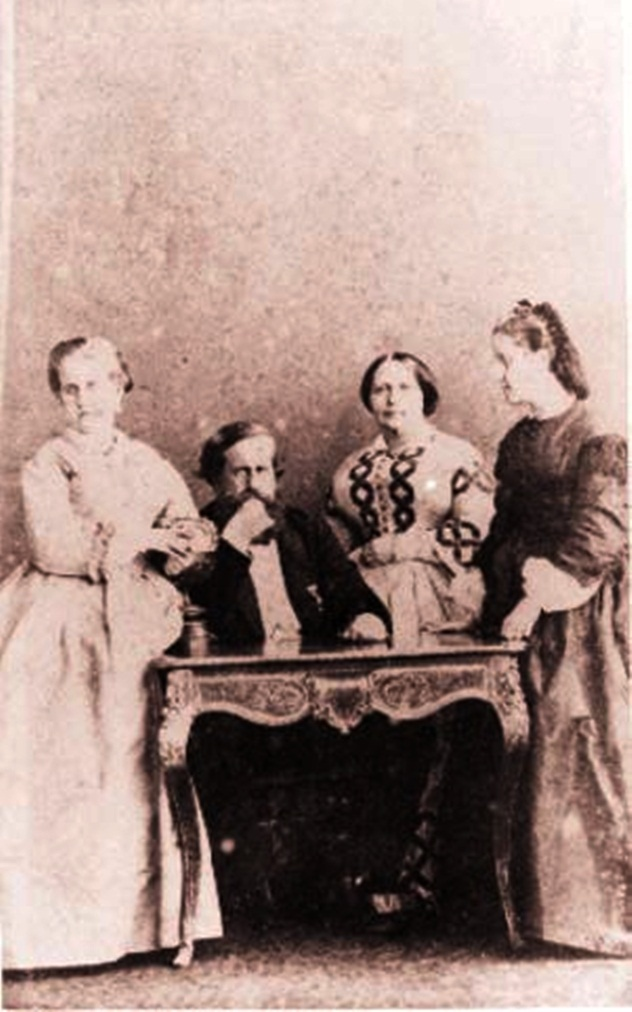
Die kaiserliche Familie (von links nach rechts): Leopoldina, Peter II. von Brasilien, Teresa Maria Cristina von Neapel-Sizilien und Isabella

## Sklaverei
Die innenpolitisch wichtigste Herausforderung erwuchs aus einer ausgedehnten Bewegung für die Aufhebung der Sklaverei. Obwohl es in Brasilien als Folge des Humanismus, der Französischen Revolution und später des Amerikanischen Bürgerkrieges bereits früh eine Emanzipationsbewegung gab, stieß sie auf ein geteiltes Echo. Sklaverei war in der Bevölkerung tief verankert; der Besitz eines Sklaven (juristisch als Sache bezeichnet) galt selbst in tieferen Bevölkerungsschichten als Statussymbol. Sklaven stellten eine beträchtliche Investition für ihre Herren dar, was ihre wirtschaftliche Bedeutung und den Widerstand gegen ihre Befreiung erklärt.
Die „Einfuhr“ afrikanischer Sklaven wurde auf Druck des Vereinigten Königreichs bereits 1830 für illegal erklärt, in der Praxis jedoch erst ab 1849 bekämpft, wodurch innerstaatlicher Sklavenhandel an Bedeutung gewann.
Eine organisierte Kampagne für die Emanzipation der 2,5 Millionen Sklaven in Brasilien begann einige Jahre später. Die Abolitionisten errangen ihren ersten Sieg 1871, als das Parlament alle Kinder, die von Sklavinnen geboren wurden, für frei erklärte (Gesetz des freien Schoßes, „Lei do Ventre Livre“). Das offenbar liberale Gesetz hatte jedoch einige Haken: Der Sklavenhalter entschied, den Kindern gegen staatliche Entschädigung die Freiheit zu schenken oder sie bis Vollendung des 21. Lebensjahres für sich arbeiten zu lassen. Wegen der äußerst niedrigen Lebenserwartung eines Sklaven hatte das Gesetz nur geringe Auswirkungen.
Etwa um die gleiche Zeit entstand eine republikanische Bewegung, die in den folgenden Jahren mehr und mehr Zulauf erhielt. 1885 wurden schließlich alle Sklaven über 60 Jahre für frei erklärt, das Gesetz sah nach Widerstand der Großgrundbesitzer schließlich 65 Jahre vor – eine utopische Zahl. Der Kaiser, der selbst ein überzeugter Anhänger der Sklavenbefreiung war, wollte behutsam diese Politik fortsetzen. Aber das Gesetz, das schließlich am 13. Mai 1888 alle restlichen Sklaven emanzipierte („Goldenes Gesetz“), wurde während eines Kuraufenthalts Dom Pedros II. in Europa in seiner Abwesenheit von der Regentin, Prinzessin Isabel, unterzeichnet. Rein zahlenmäßig war die Sklaverei inzwischen ohne Belang: Es gab noch 500.000 Sklaven bei einer Gesamtbevölkerung von 13,5 Millionen. Jedoch beraubte die Sklavenbefreiung die kaiserliche Regierung ihres letzten Rückhalts bei den Großgrundbesitzern und bereitete den Boden für die Ausrufung der Republik im November des folgenden Jahres.

## Außenpolitik

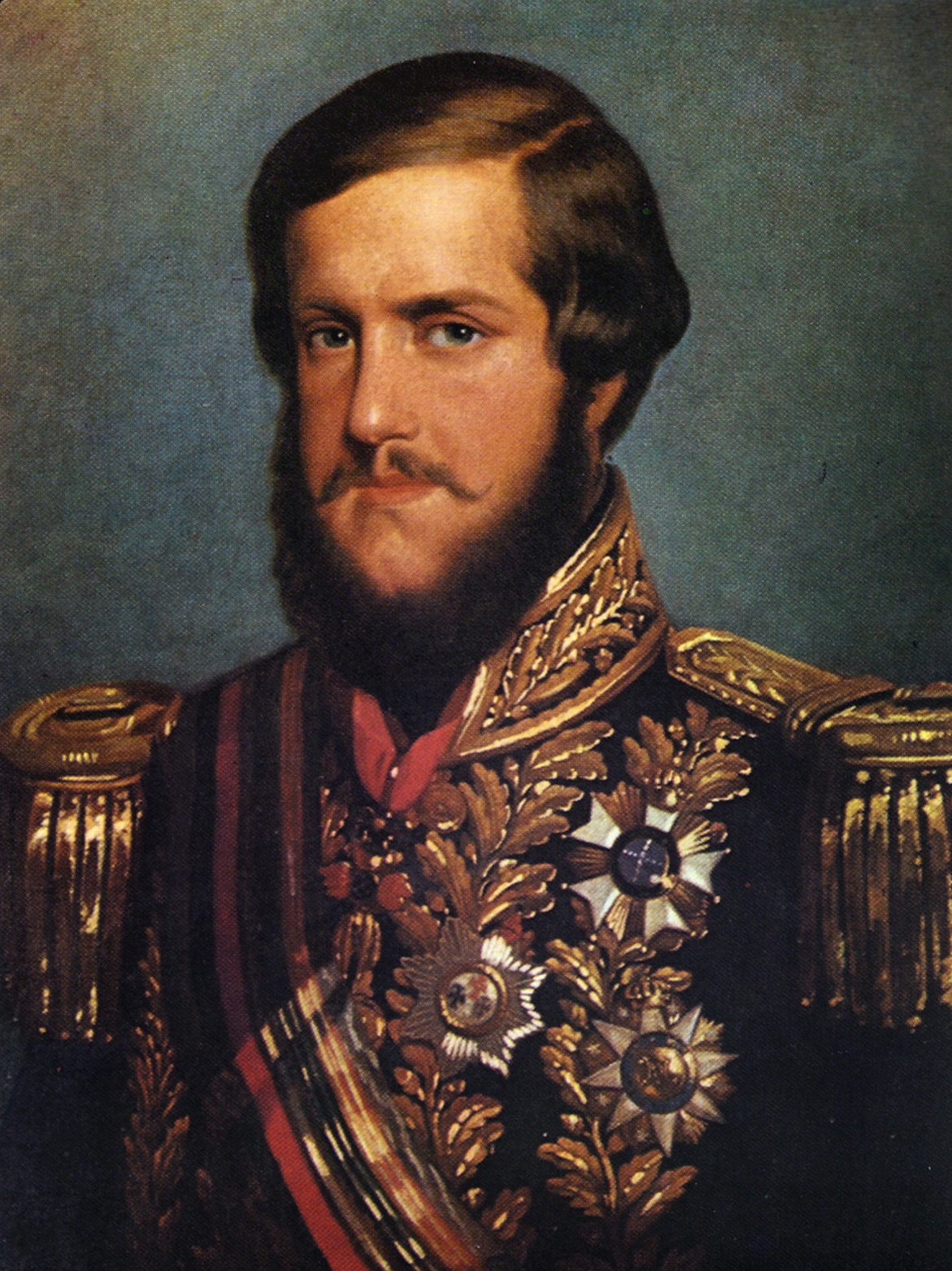
Peter II. (Gemälde von François-René Moreaux, 1850)

Pedro II. war ein entschiedener Gegner des argentinischen Diktators Juan Manuel de Rosas und unterstützte den Aufstand von Justo José de Urquiza, der 1852 zum Sturz de Rosas’ führte. Im 1863 ausgebrochenen uruguayischen Bürgerkrieg unterstützte er den Führer der Partei der Colorados, Venancio Flores, gegen die Blancos, hinter denen der paraguayische Diktator Francisco Solano López stand. Brasilianische Truppen marschierten in Uruguay ein und eroberten am 20. Februar 1865 die Hauptstadt Montevideo, worauf Flores als Präsident eingesetzt wurde.
Schon im Dezember 1864 hatte López Brasilien den Krieg erklärt, und die Streitkräfte Paraguays drangen in die brasilianische Provinz Mato Grosso ein. López verlangte von Argentinien ein Durchmarschrecht, um die brasilianischen Truppen in Uruguay angreifen zu können. Als der argentinische Präsident dies verweigerte, erklärte López auch Argentinien den Krieg. Darauf schlossen sich Brasilien, Argentinien und Uruguay am 1. Mai 1865 gegen Paraguay zur Tripel-Allianz zusammen, weswegen der Krieg Tripel-Allianz-Krieg genannt wird. Brasilien stellte den weitaus größten Teil der Allianztruppen. Als López nach schweren Niederlagen einen Friedensschluss erwog, war es Kaiser Pedro, der dies verhinderte. Der Kaiser bestand darauf, dass López zurücktreten und ins Exil gehen müsse. Das war für López unannehmbar. Daher wurde der Krieg bis zum vollständigen Sieg der Allianz fortgesetzt. Am 1. März 1870 wurde López auf der Flucht von brasilianischen Soldaten gestellt und erschossen. In Paraguay wurden brasilianische Besatzungstruppen stationiert.

## Nachkommen
Am 4. September 1843 heiratete Pedro II. Teresa Maria Cristina von Neapel-Sizilien (1822–1889), Tochter des Königs Franz I. beider Sizilien. Sie hatten vier Kinder:
- Alfons (1845–1847)
- Isabel (1846–1921) ⚭ Gaston d’Orléans, comte d’Eu, Enkel des Bürgerkönigs Louis Philippe von Frankreich. Begründerin der bestehenden Linie Orléans-Braganza
- Leopoldina (1847–1871) ⚭ Prinz Ludwig August von Sachsen-Coburg und Gotha
- Pedro (1848–1850)